# Scotoleon yavapai
Scotoleon yavapai is een insect uit de familie van de mierenleeuwen (Myrmeleontidae), die tot de orde netvleugeligen (Neuroptera) behoort. 
Scotoleon yavapai is voor het eerst wetenschappelijk beschreven door Currie in 1903.